# Energia (geslacht)
Energia is een geslacht van vlinders van de familie sikkelmotten (Oecophoridae), uit de onderfamilie Stenomatinae.

## Soorten
- E. inopina Walsingham, 1912
- E. subversa Walsingham, 1912